# Єнот уссурійський
Єно́т уссурі́йський, або єнотоподі́бний соба́ка (Nyctereutes procyonoides; яп. 狸, タヌキ, МФА: [tanukʲi̥])  — вид ссавців родини псових, що походить зі Східної Азії. У Європі є інвазійним видом, який було штучно завезено Радянським Союзом як мисливську тварину у першій половині XX століття. В Європейському Союзі включено до офіційного переліку інвазивних видів.
Оскільки вид належить до родини псових (собачих), в науковій літературі його традиційно називають єнотоподібним або єнотовидним собакою, тоді як назву «єнот» стосовно цієї тварини почали застосовувати в українській мові нещодавно, як запозичення з мисливського жаргону та деяких інших мов.
Згідно зі списком назв ссавців України, затвердженому Комісією з зоологічної термінології Інституту зоології НАН України, коректною українською назвою для цієї тварини є єнотоподібний собака.
Не слід плутати з ракуном, якого також називають «єнот».

## Назви
- Єнот уссурійський[4][5][6][7][8][9]
- Танукі (японська назва)
- Єнотоподібний або єнотовидний собака

Назва «єнот» використовується для цього виду в кількох мовах: у польській (Jenot), румунській (Enot), удмуртській (Енот), німецькій (Enok). З японської, фінської та естонської мов електронні перекладачі перекладають назву виду як «єнот» також. У Франції вид називають псячою віверою — фр. chien viverrin. У багатьох мовах для позначення виду використано назву, що є похідною від англійської «racoon-dog» — ракуновий пес, яка згодом трансформувалася в «єнотовий пес», або «єнотовидну собаку», або «єнотоподібного собаку». Це сталося у багатьох мовах, зокрема, й у статтях українських науковців (напр., ).
Дослівний переклад з латини видової назви «procyonoides» означає «подібний (-oides) до роду Procyon», причому в початковому описі Джона Едварда Грея 1834 року ця тварина була віднесена до роду Canis, тобто собака або пес (але згодом була виділена в окремий рід Nyctereutes, що дослівно перекладається «нічний мандрівник»). Відповідно назви «єнотоподібний собака» і «єнотовидний собака» ґрунтувалися на дослівному перекладі оригінальної латинської назви першовідкривача цього виду і переконанні, що «єнот» — це українська назва роду Procyon. Якщо ж вважати для роду Procyon більш коректною запозичену з мови повхатан назву «ракун», що нещодавно почала застосовуватися в українській мові, дослівний переклад видової назви «procyonoides» був би «ракуноподібний».

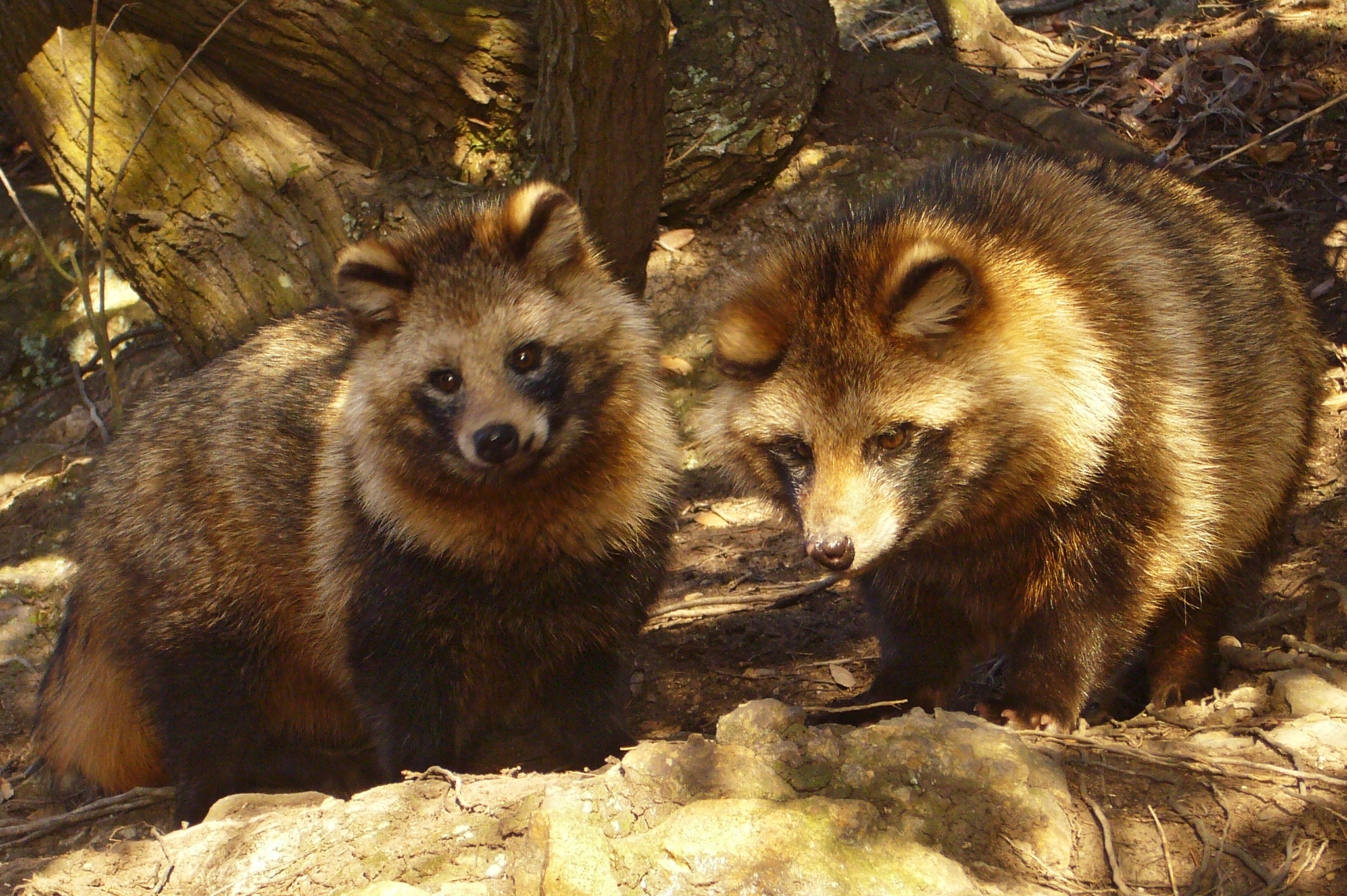
Пара єнотів у зоопарку
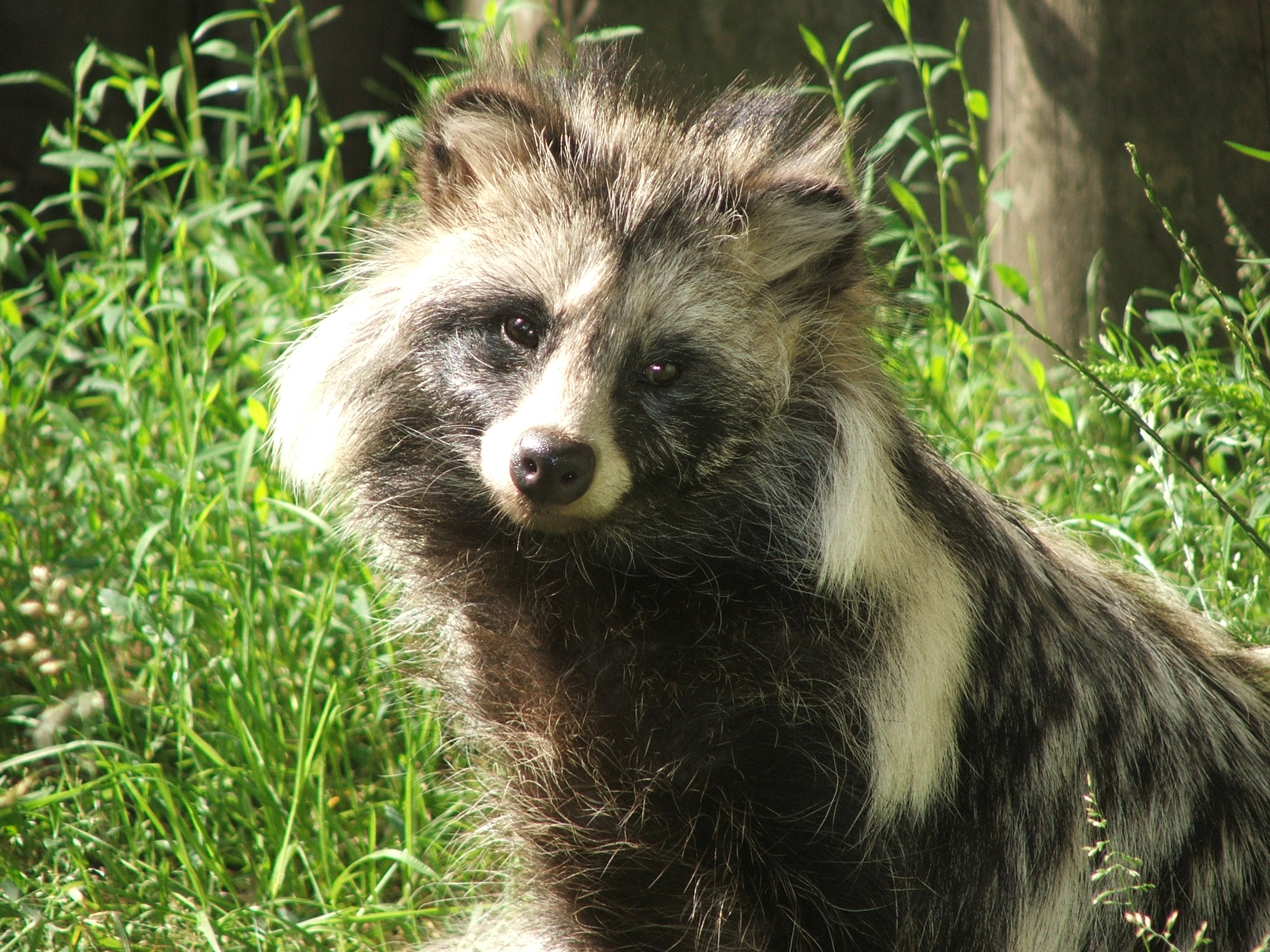
Єнот з бакенбардами
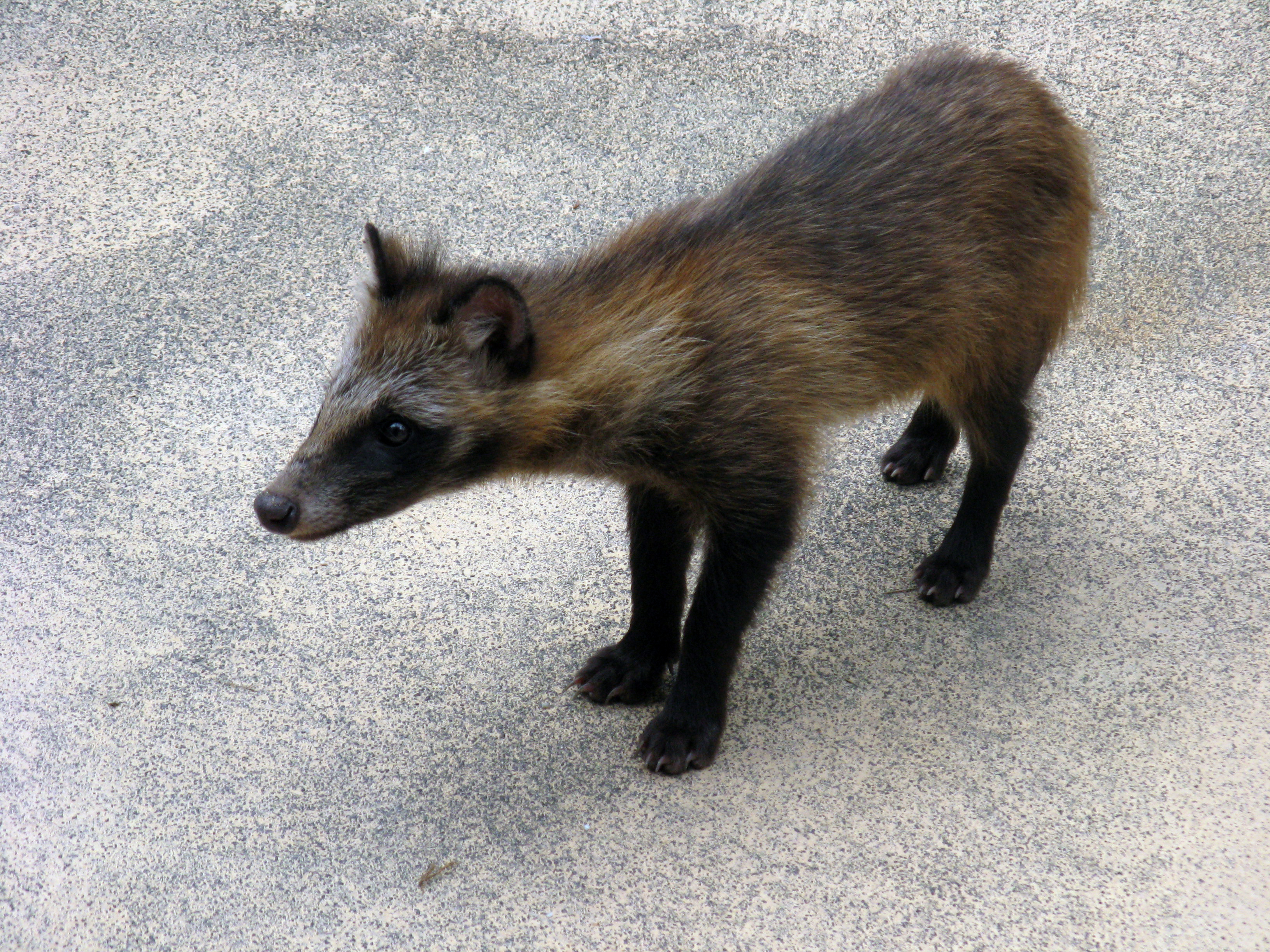
Молодий єнот
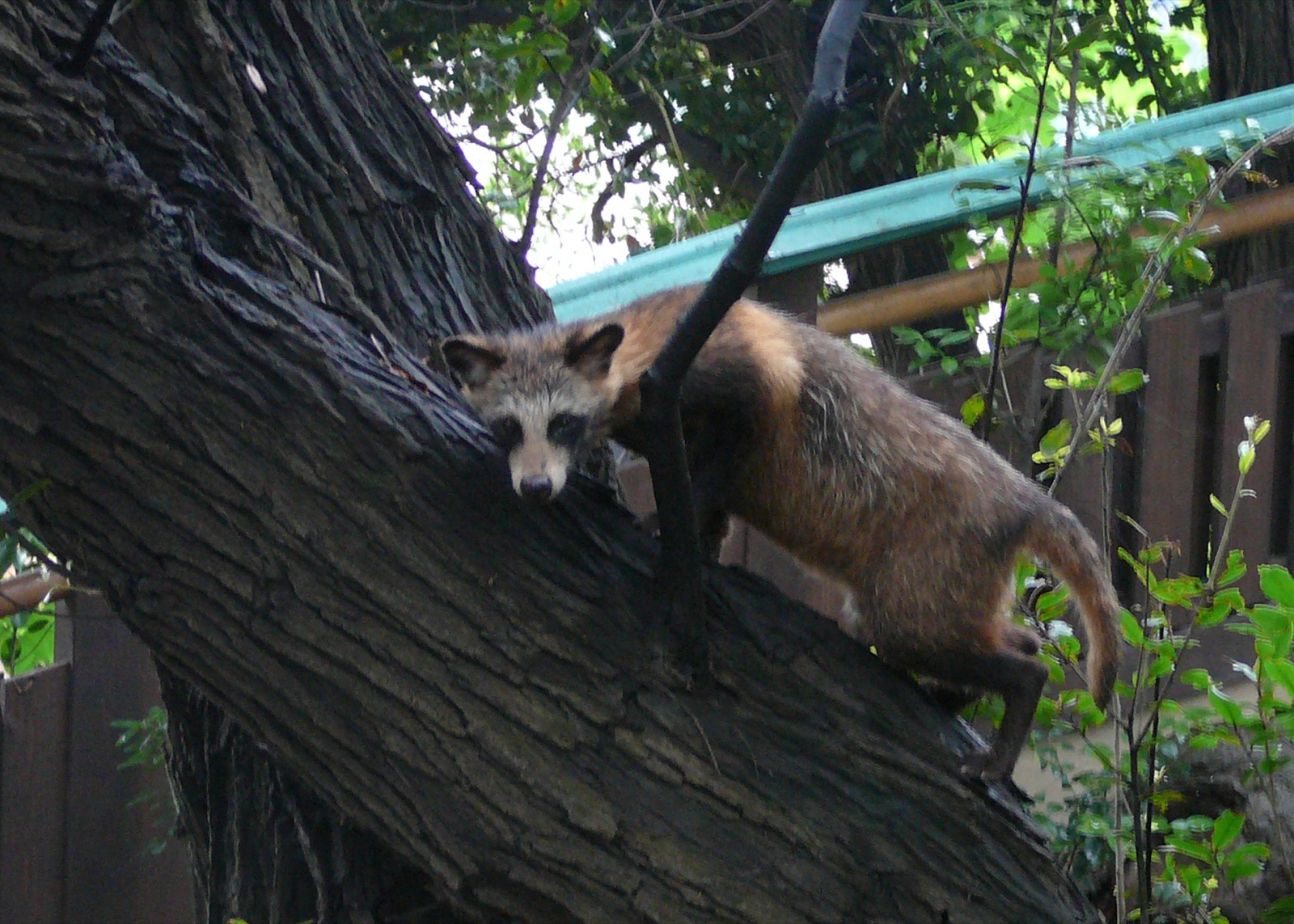
Єнот на дереві

## Морфологія
Зовнішнім виглядом нагадує Cerdocyon thous. Довжина голови й тіла від 500 до 680 мм, довжина хвоста від 130 до 250 мм. Вага 4—6 кг, але перед сплячкою 6—10 кг. Взимку шерсть довга і густа з щільним підшерстям і грубими покривними волосками до 120 мм у довжину. Забарвлення хутра земно-коричневе або буро-сіре з чорними покривними волосками. Хвіст темніший, ніж тулуб. Літнє хутро яскравіше, червонувато-солом'яного кольору.

## Поширення і підвиди

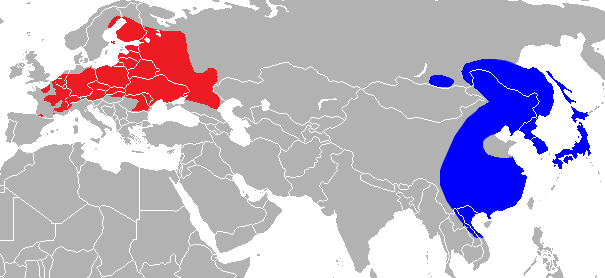
Поширення єнота: синім — аборигенні популяції, червоним — штучно створені шляхом інтродукції

Єнот поширений на сході Азії. Протягом 1950-х років цей вид було інтродуковано в Україні, низці районів Росії, Польщі та інших країн, завдяки чому сформувалися нові чисельні популяції за межами природного ареалу єнотів.
Станом на 2021 рік, єнотоподібного собаку почали помічати у зоні відчуження ЧАЕС, вважається, що єнотоподібний собака зайняв у харчуванні подібну до свого пращура нішу, яка була у дольодовиковому періоді.
Всі відомі на сьогодні підвиди описані з районів природного поширення єнотів — Японії, Кореї, Китаю, Далекого Сходу Росії:
- N. p. koreensis — єнот корейський (Mori, 1922). Поширений у Кореї.
- N. p. orestes — єнот китайський (Thomas, 1923). Поширений у Юньнані, КНР.
- N. p. procyonoides — єнот звичайний (Temminck, 1838). Поширений в Уссурійському краї та інших районах Східної Азії (типова форма виду).
- N. p. ussuriensis — єнот уссурійський (Matschie, 1907). Поширений у Сибіру, Росія.
- N. p. viverrinus — єнот японський (Temminck, 1838). Поширений на островах Садо, Кюсю, Сікоку, Хонсю, Японія — цей підвид було виокремлено у вид на основі молекулярних і морфологічних відмінностей[14][15][16].

## Екологічні особливості
Для єнота уссурійського характерна зимова сплячка. В зимовий час єноти припиняють будь-яку наземну активність, не виходять зі сховків і сплять. Пробуджуються в березні — квітні. Літня активність триває до жовтня або листопада.
Єноти всеїдні. Вони шукають на поживу як рослин, так і тварин.
Є дві особливості характерні для проживання єнотів: 1) вони часто знаходяться поруч з водою, 2) протягом осені вони більш-менш залежні від фруктів і ягід, що впливає на їхній вибір оселищ. У Японії, середовище проживання включає листяні ліси, широколистяні вічнозелені ліси, мішані ліси, сільськогосподарські угіддя та міські райони від прибережних до субальпійських зон. Інтродукований єнот населяє вологі ліси й береги річок і озер, особливо на початку літа. В кінці літа і восени населяє вологі пустки, рясні на ягоди.

## Відтворення
Шлюбний сезон триває з початку лютого до кінця квітня, залежно від місця розташування. Це моногамні тварини. Період вагітності триває 59-64 дні, дитинчата народжуються в квітні — травні. Зазвичай народжується 4—10 цуценят. Вага новонароджених 60—90 г, очі відкриваються за 9—10 днів, вигодовування молоком триває два місяці. Обоє з батьків, однак починають приносити їжу на 25—30 день після народження дітей. Молодь здатна до самостійного існування за 4—5 місяців, статева зрілість настає за 9—11 місяців. У неволі може жити приблизно 11 років.

## Єнот в Україні

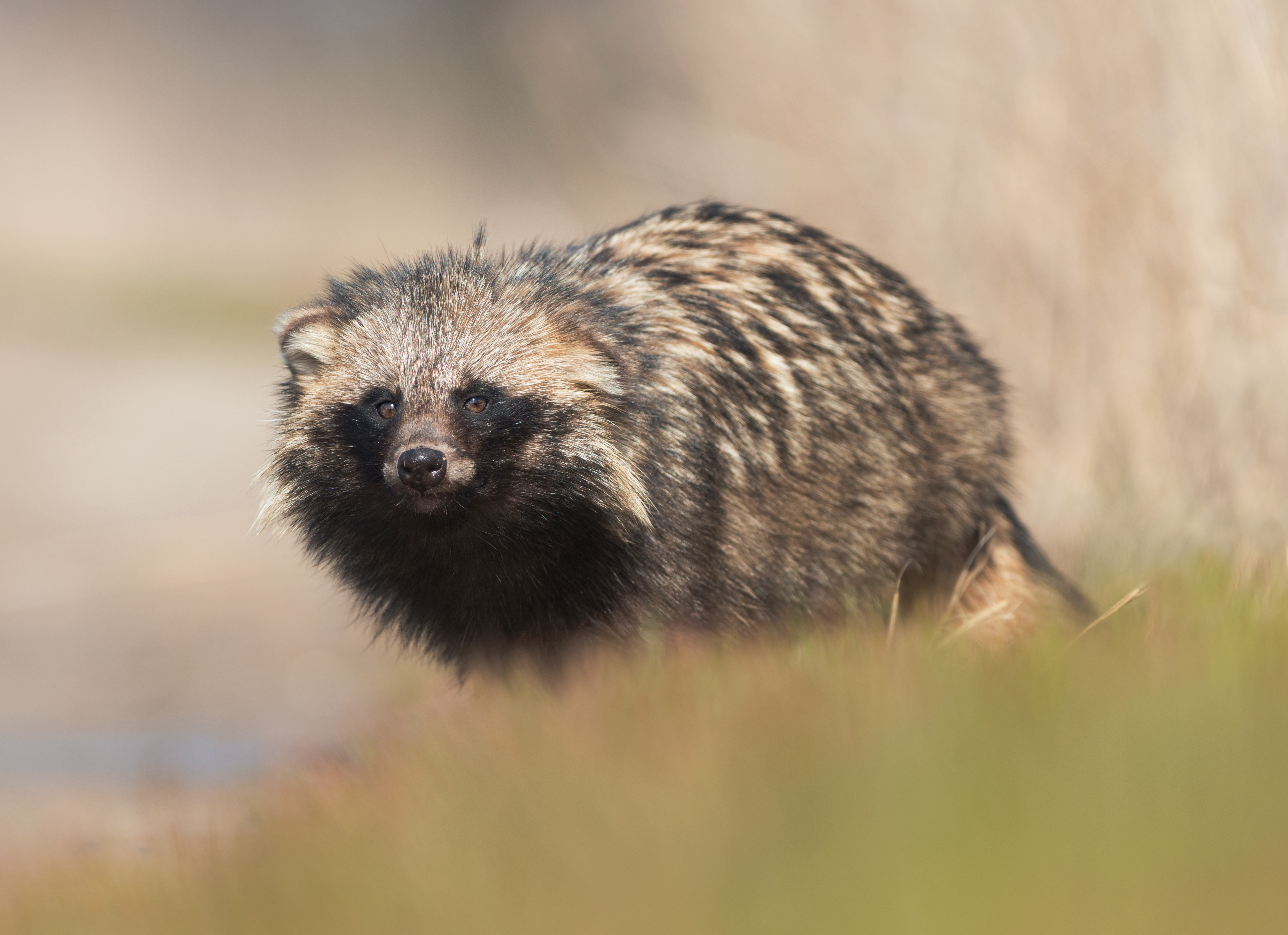
Єнот уссурійський на Кінбурнській косі, Миколаївська область

### Полювання
Єнот є мисливським видом ссавців. Чисельність виду в Україні становить близько 10 тис. особин і має тенденцію до зростання. Щороку мисливці здобувають приблизно 1,2–2,4 тисячі особин. У 2007 році в мисливських угіддях України нараховано 10492 єнотів, здобуто 2375 особин.
Період полювання на єнота, як і інших хутрових звірів, щороку визначається Наказом Держкомлісу. Звичайно сезон триває з початку листопада до кінця січня. Терміни полювання щороку уточнюються і можуть змінюватися (звужуватися) на обласному рівні. Дні полювання — субота та неділя.

### Статус виду
Постійний комітет Бернської конвенції, до якої приєдналася й Україна, рекомендацією № 77 (1999) радить викорінювати адвентивні види, оскільки в усіх докладно проаналізованих випадках вони чинять шкоду аборигенам. У цьому списку зазначений і єнотоподібний собака.

### Сказ у єнотів
Єноти часто виявляються хворими на сказ. За одним з оглядів сказу у диких тварин в Україні, у єнотів — найвища серед усіх хижих і всіх диких тварин частка хворих (до 40 %). Часті випадки сказу у єнотів тепер нерідко реєструють у різних регіонах України: на Житомирщині, Луганщині, Полтавщині, Херсонщині тощо. Вважається, що єнот як новий для регіону вид без відповідних імунних особливостей перебрав на себе роль лисиць у підтримуванні природних вогнищ сказу по всій Європі.

## Єноти в культурі
Цей вид єнотів має свої образи в культурі, зокрема на сході свого ареалу, в Японії. В японському фольклорі часто виступає як тварина-перевертень, що вводить в оману людей. Єнот-перевертень — це чарівний єнот, що має здатність перетворюватися у різні речі й часто дурить людей.

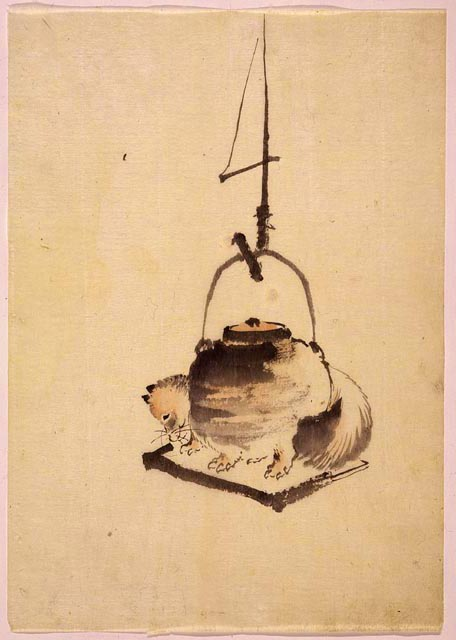
Єнот, що обернувся чайником (Кацусіка Хокусай, 1840)
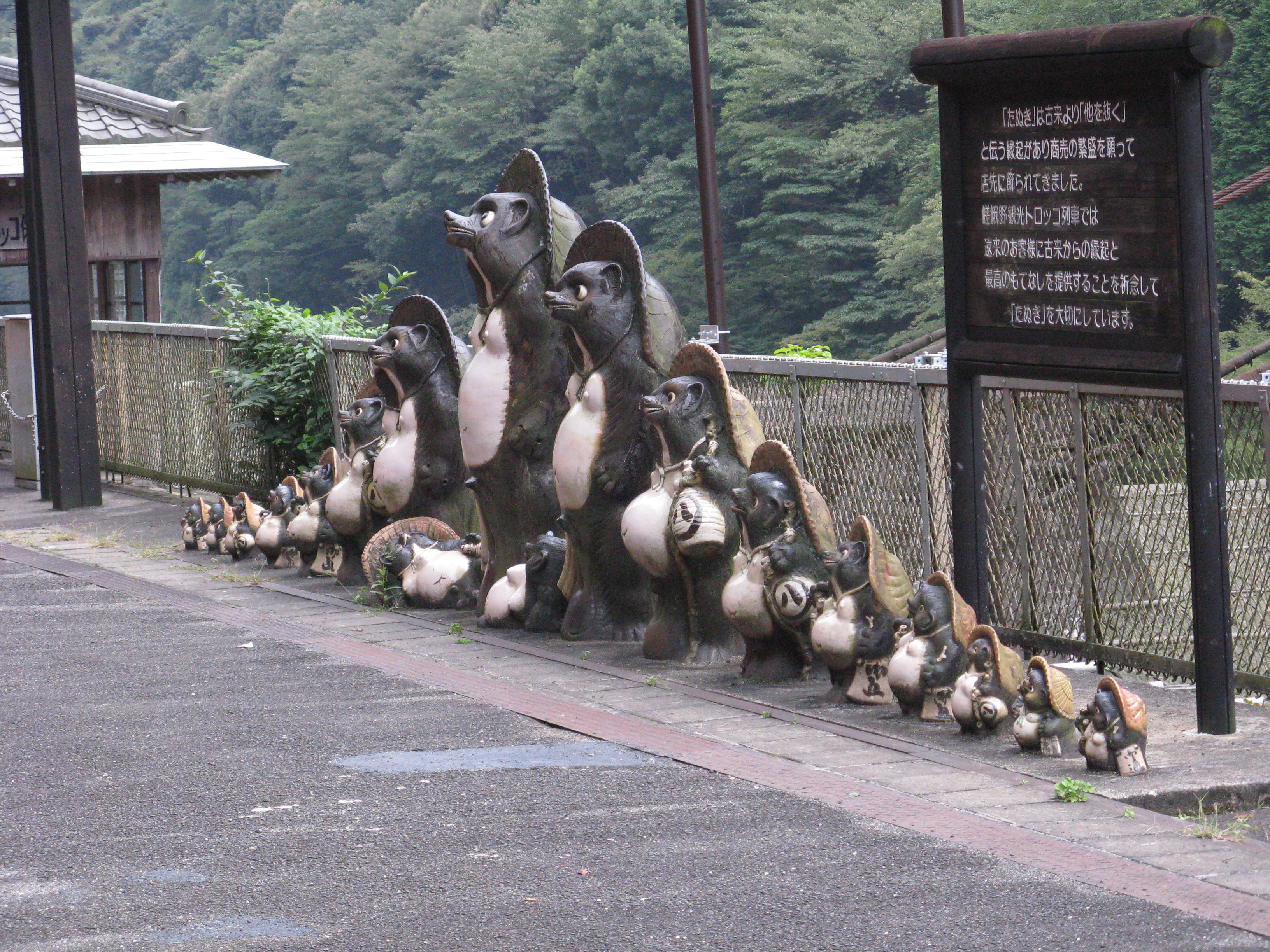
Пам'ятник танукі в Японії
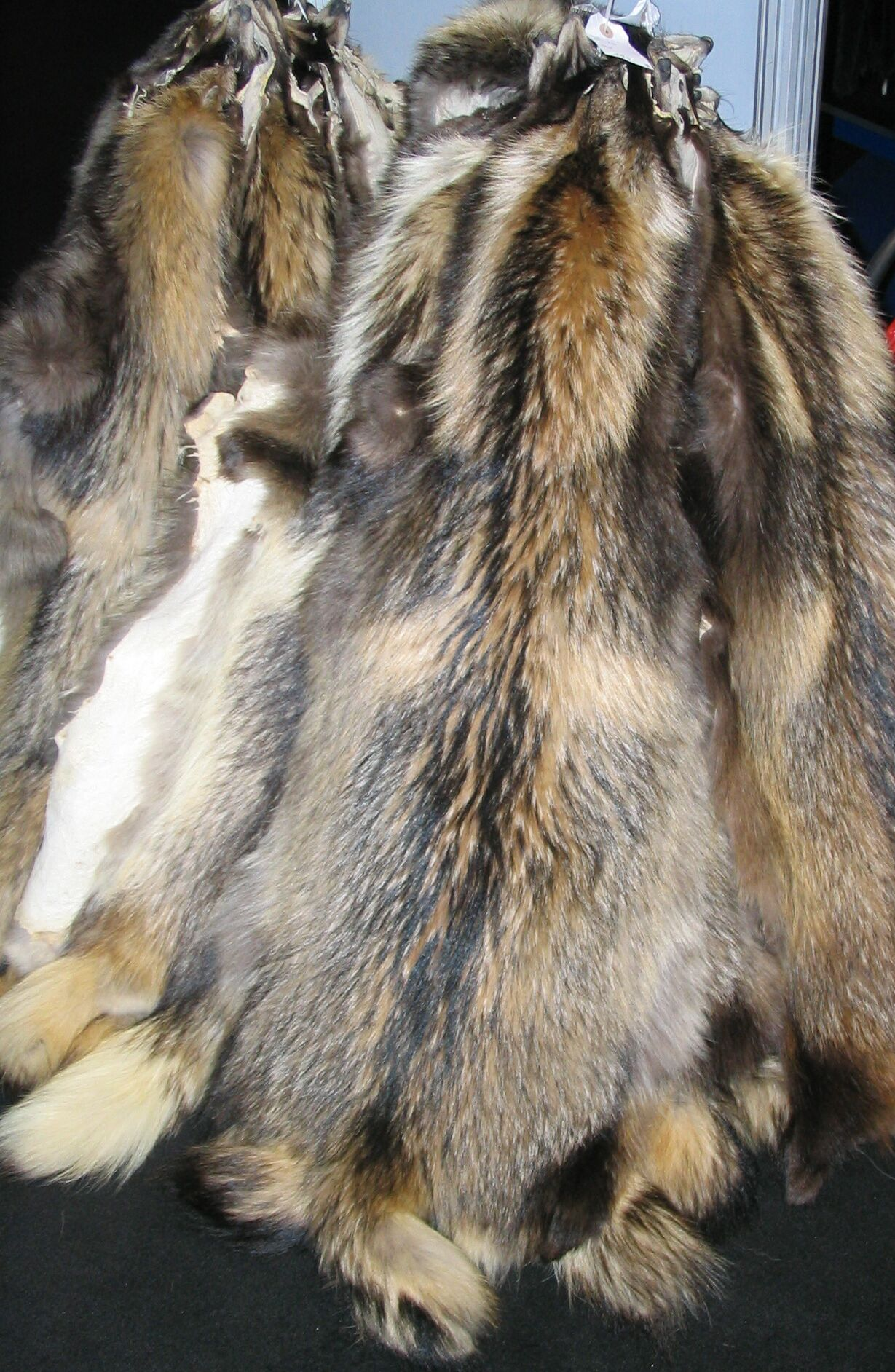
Єнотові шкури з Китаю на торгах у Мілані

Наприкінці XIX і протягом XX ст., особливо в період освоєння Сибіру і Далекого сходу, набули популярності хутрові вироби з єнота, зокрема теплий зимовий одяг. У статті Адигейці повідомляється, що полювання хутрових звірів набуло поширення лише в останній чверті XIX ст., коли в краї з'явилися численні скупники звірячих шкурок і хутра. Здобували єнотів, колонків, видр і особливо соболів переважно за допомогою різноманітних пасток. Зараз єнотові шкури («racoon fur») регулярно виставляються на торгах у європейських столицях.
У Китаї для потреб хутряної торгівлі вирощують близько 1,5 млн єнотів. У Японії єноти складають 11 % від усіх тварин, яких впольовують. У Росії 20 % виробництва хутра забезпечується шляхом розведення і полювання на єнотів.
«Фінський єнот» (Finnraccoon) — це штучно вирощувана порода єнота уссурійського, з якою провели велику селекційну роботу з поліпшення якості хутра. Фінський єнот приблизно такого ж розміру, як лисиця, і виглядає як помісь лисиці та єнота. Тільки хутро єнота з фінських звіроферм дозволено називати Finnraccoon. Хутро всіх інших тварин цього виду називається або хутром «єнотового пса», або «Танукі». Основним і, мабуть, єдиним постачальником хутра фінського єнота на світовому ринку є фірма SAGA FURS. Шкури сортуються і продаються виключно на Фінському хутровому аукціоні в Гельсінкі.